# Matthias Pfannenmüller
Matthias Pfannenmüller (* 24. November 1920) ist ein ehemaliger deutscher Radrennfahrer.

## Karriere
1948 wurde Matthias Pfannenmüller mit seinem Verein RC Herpersdorf zweifacher deutscher Meister, in der Mannschaftsverfolgung auf der Bahn (gemeinsam mit Gerhard Stubbe, Heinrich Rühl und Gotthard Dinta) sowie im Mannschaftszeitfahren auf der Straße (mit Sartel, Stubbe, Rühl und Heinz Jakobi). Danach wurde er Berufsfahrer. 1949 gewann Pfannenmüller eine Etappe der Grünen Bandes der IRA, einer Vorläuferin der Deutschland-Rundfahrt, die Hochland-Rundfahrt, das Rennen Quer durchs Bayrische Hochland sowie eine Etappe und die Gesamtwertung des Echarpe d’Or. Auch das Rennen Schweinfurt–Stuttgart–Schweinfurt über drei Etappen konnte er für sich entscheiden.
1950 belegte Pfannenmüller Platz zwei der Gesamtwertung der Deutschland-Rundfahrt und gewann die Schwarzwald-Rundfahrt, ein Rennen über vier Etappen. 1953 belegte er bei der deutschen Meisterschaft im Straßenrennen Rang drei. Bei den UCI-Straßen-Weltmeisterschaften war er 1951 und 1953 am Start, wobei er in beiden Rennen ausschied.
Nach der Saison 1955 beendete er seine Radsport-Laufbahn.